# Robert Bollt
Robert Bollt (né le 26 août 1971 – mort le 26 janvier 2010) est un archéologue américain spécialité dans l'archéologie du Pacifique. Il enseigne à l'université d'Hawaï de 2005 à 2007.

## Biographie
Bollt obtient un Ph.D. de l'université d'Hawaï en 2005.
Il passe une bonne partie de sa carrière à étudier l'archéologie des Îles Australes. Il publie une monographie sur l'île de Rurutu.